# Napapijri
Napapijri è un marchio italiano d'abbigliamento di proprietà dell'azienda statunitense Vf Corporation.

## Storia

### Gli inizi
Nel 1987 Giuliana Rosset, una valdostana la cui famiglia possiede la più antica distilleria della regione, la Saint-Roch, rileva da alcuni artigiani torinesi la Green Sport Monte Bianco, una piccola impresa di zainetti. Trasferisce la sede a Quart, cominciando inizialmente a produrre con una quindicina di dipendenti zaini e borse da viaggio per poi allargarsi al campo dell'abbigliamento sportivo in cui sono abbandonati i colori accesi. Consultando libri e vecchie mappe del Nord Europa, nasce l'idea del marchio Napapijri, un nome che deriva da una dizione impropria di napapiiri, termine finlandese che significa circolo polare. La bandiera norvegese viene poi cucita in bella vista sui giubbotti, il logo è in bianco e nero, metà positivo e metà negativo, per dare l'idea del polo nord e del polo sud.
Dai libri e dai disegni degli esploratori deriva anche il giubbotto che inizialmente porta a far conoscere il marchio: si chiama Kagul, si infila dalla testa, ha il pregio di trattenere il calore. Il marchio sarà poi associato al giubbotto Skidoo. Già nel 1997 viene aperto il primo negozio a Chamonix.

### Proprietà USA
Nel 2004 la Holding statunitense di abbigliamento Vf Corporation acquisisce, per una cifra superiore ai 100 milioni di euro, la Green Sport Monte Bianco S.p.A, con una novantina di dipendenti e il marchio Napapijri. Nel 2005 la sede lascia la Valle d'Aosta e si trasferisce  in Svizzera. Nel 2007 la produzione si allarga alle calzature, nel 2011 il marchio conta 100 negozi monomarca, 2512 punti multibrand e una rete consolidata di Outlet Stores Napapijri in Europa. L'Italia rappresenta il primo mercato con circa il 12-15% delle vendite. Il fatturato si attesta sui 140 milioni di euro.

### Progetto Animal Free
Nel 2007 Napapijri collabora con Karl Lagerfeld per un'edizione speciale della giacca Skidoo firmato. Quindi nel 2010 è il designer giapponese Yoshinori Ono a progettare una linea di abbigliamento destinata ad un pubblico più urbano e fashion; viene chiamata 66°33", la latitudine del circolo polare artico. Nel 2012, in linea con il progetto "Animal Free" voluto dalla Vf Corporation, Napapijri sostituisce la pelliccia animale con pelle sintetica in tutti i capi per i bambini. Nel 2015 abbandona la pelliccia animale grazie allo sviluppo della tecnologia Eco-Fur, un pelo sintetico ottenuto da una fibra specifica. In seguito, grazie ad un'altra tecnologia innovativa, Thermo-fibra, utilizza un materiale composto da microsfere in grado di trattenere l'aria e formare un tessuto soffice e trapuntato che garantisce un'elevata termoregolamentazione e massimo isolamento, permettendo di eliminare l'utilizzo della piuma. La collezione 2017–2018 è totalmente priva di piume, angora, pellicce animali.

## Donazioni
Nel novembre 2011 Napapijri, in collaborazione con Coin, ha devoluto all'ONG Fondazione Gorbačëv il ricavato di una vendita di piumini.